# Polyvinylamin
Polyvinylamin, auch als Polyaminoethylen bezeichnet, (Kurzzeichen PVAm) ist ein thermoplastisches Polymer. Da PVAm nicht durch direkte Polymerisation des Basismonomers Vinylamin hergestellt werden kann, ist es nur durch eine polymeranaloge Reaktion zugänglich. Bis zu Beginn des 21. Jahrhunderts war es nicht in großtechnischen Mengen verfügbar.

## Geschichte
1944 wurde Polyvinylamin erstmals aus Ethanolamin, Phthalsäureanhydrid und Essigsäureanhydrid über mehrere Stufen als Nebenprodukt hergestellt.
Zu Beginn der 1980er Jahre wurde PVAm durch Polymerisation von N-Vinylformamid leichter zugänglich.

## Herstellung

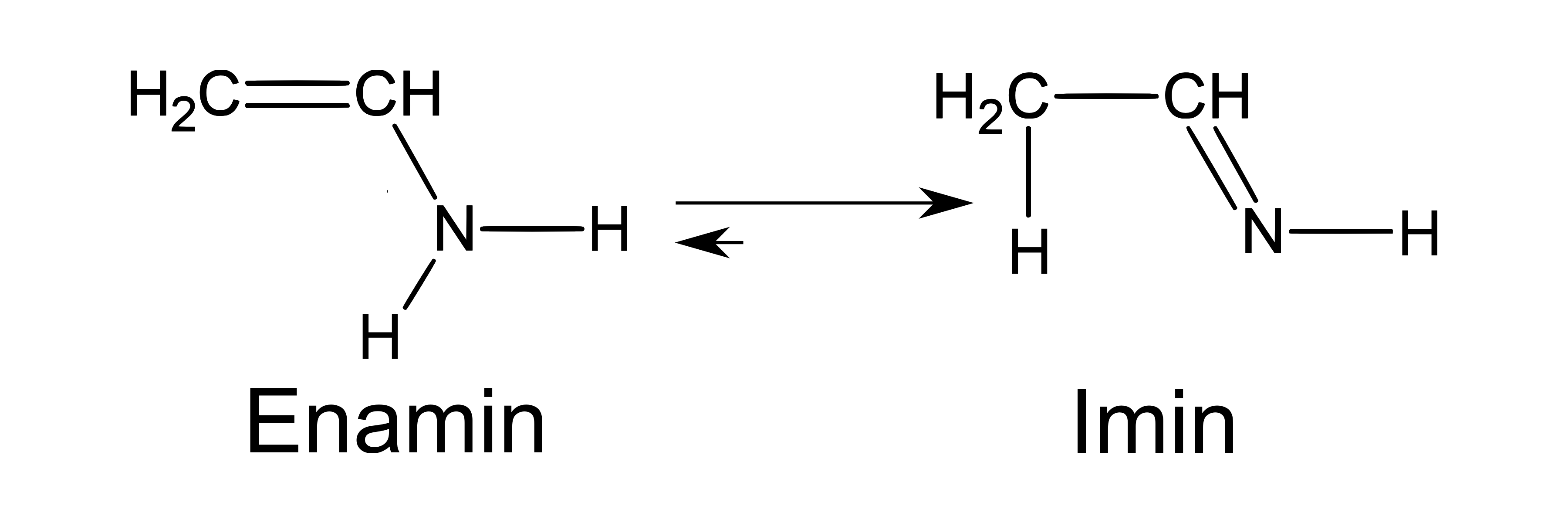
Imin-Enamin-Tautomerie von Vinylamin

Das Basismonomer Vinylamin ist als solches nicht isolierbar. Bei Vinylamin besteht eine Imin-Enamin-Tautomerie und das Gleichgewicht liegt nahezu vollständig auf der Seite des Imins, das nicht zu Polyvinylamin polymerisiert werden kann. Die Synthese von PVAm gelingt daher nur indirekt über eine polymeranaloge Reaktion.
So kann Polyvinylamin beispielsweise durch Hydrolyse von Poly-N-vinylamiden, wie Poly-N-vinylacetamid oder Poly-N-vinylimiden, wie Poly-N-vinylsuccinimid hergestellt werden, da hier die Basismonomere leicht zugänglich sind. Polyvinylamin kann auch durch Hofmann-Abbau aus Polyacrylamid hergestellt werden.

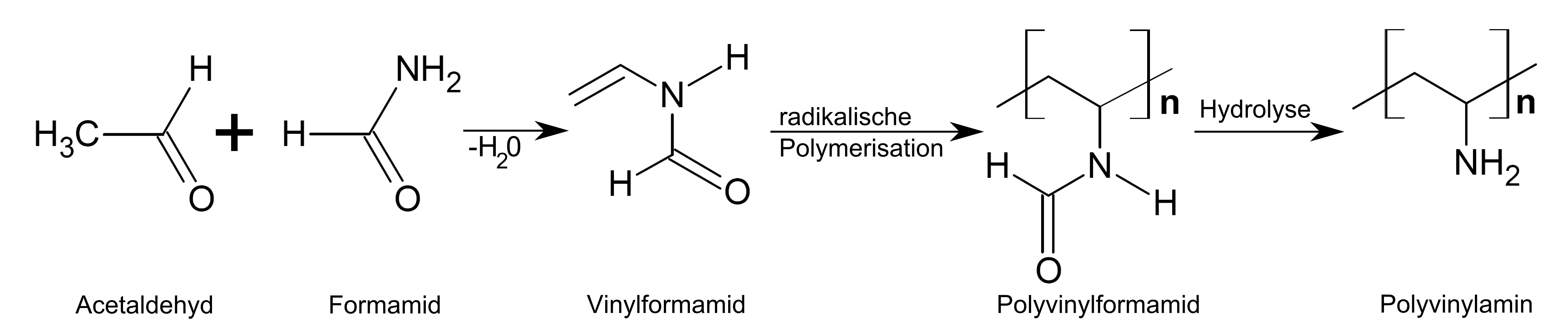
Die großtechnische Synthese von Polyvinylamin

Großtechnisch wird Polyvinylamin erst seit 2002 durch Polymerisation von N-Vinylformamid zu Polyvinylformamid und anschließender alkalischer Hydrolyse hergestellt. Dabei können Produkte mit unterschiedlichem Hydrolysegrad hergestellt werden. Der weltgrößte Hersteller von PVAm ist die BASF in Ludwigshafen am Rhein. Das Unternehmen vertreibt PVAm unter dem Markennamen Luredur.

## Eigenschaften
Polyvinylamin ist stark basisch und sehr leicht in Wasser löslich. Je nach pH-Wert reagiert es als kationischer Polyelektrolyt. Von allen technischen Polymeren hat es zusammen mit Polyethylenimin die derzeit höchste Ladungsdichte (23 Milliäquivalente pro Gramm). Als Polychelatogen ist PVAm in der Lage eine Reihe von Schwermetallionen über die Aminogruppen zu koordinieren.
Die primären Aminogruppen von PVAm lassen sich vielseitig mit anderen Chemikalien umsetzen.

## Verwendung
PVAm wird vor allem in der Papierindustrie als Papiernassverfestiger verwendet. Aber auch zur Fixierung und Trockenverfestigung kommt es dort zum Einsatz.
Weitere Anwendungsfelder sind: Flockungsmittel (beispielsweise in der Abwassertechnik), Körperpflegemittel, Superabsorber, Dispergiermittel, Korrosionsschutz und Oberflächenmodifizierung.
PVAm kann als nicht-virales Gentransfersystem verwendet werden, um DNA in tierische Zellen einzuschleusen (Transfektion).
Durch Polymerisation von N-Vinylformamid mit Olefinen oder Acrylderivaten lässt sich eine Vielzahl unterschiedlichster Co-Polymerisate herstellen.